# Biblioteca de la Phillips Exeter Academy
La Biblioteca de la Phillips Exeter Academy en Exeter, Nuevo Hampshire, Estados Unidos, es un edificio realizado por Louis Kahn para la Phillips Exeter Academy, se trata de uno de los edificios más importantes y visualmente austeros de Louis Kahn para una universidad norteamericana.

## Historia
En 1965, Louis Kahn recibió el encargo de realizar una Biblioteca para la Phillips Exeter Academy que debía alojar 250.000 volúmenes y lugares de trabajo para 400 estudiantes.
El edificio tenía que emplazarse en una zona donde predominaban construcciones neo-georgianas y en el cual, el rector de la universidad, quería un proyecto moderno que contrarrestara en carácter histórico de los demás edificios del campus, contribuyendo así al paisaje arquitectónico del mismo. 

## Arquitectura

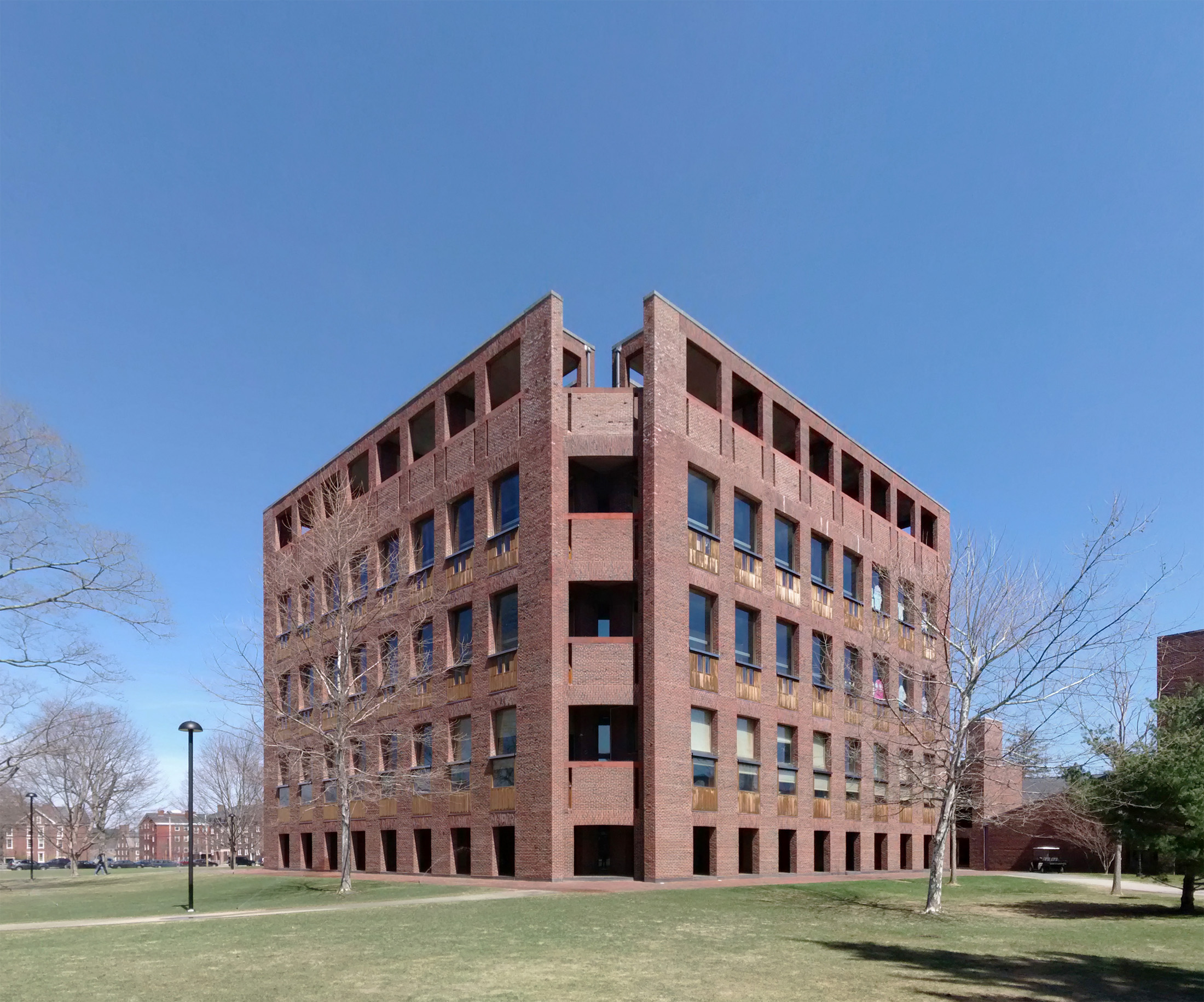
Vista exterior del edificio.

El edificio tiene la forma de un cubo de ladrillo que se pierde unas torres triangulares en las esquinas que le dan una mayor independencia a los planos de fachada , todos sus caras laterales miden 33 metros de ancho y 24 metros de alto.
Kahn estructuró la biblioteca en 3 anillos concéntricos. El anillo exterior está construido con un muro de carga de ladrillo, incluye las paredes exteriores y los espacios de lectura. El anillo intermedio, que está construido con hormigón armado, sostiene los grandes bloques de libros. El anillo interior es un espacio abierto con enormes aperturas circulares que muestran las plantas con las estanterías. 
Hay un gran manejo de la luz, en la parte superior del espacio central hay dos grandes vigas en forma de X que baña el interior del edificio con una luz indirecta que evoca la transición de la oscuridad a la luz que propone su acceso.